# وزارة إبراهيم محلب الأولى
وزارة إبراهيم محلب هي الوزارة الواحدة والعشرون بعد المائة في تاريخ مصر وتشكلت في عهد الرئيس المؤقت المستشار عدلي منصور بعد استقالة وزارة حازم الببلاوي في 24 فبراير 2014. كُلف إبراهيم محلب بتشكيل وزارته الأولى في 26 فبراير 2014، فيما صدر قرار التشكيل الوزاري وأدت الوزارة اليمين الدستورية في 1 مارس 2014. استقالة الوزارة في 9 يونيو 2014 عقب انتهاء الانتخابات الرئاسية.

## أعضاء الحكومة
ملاحظات:
- تبدأ مدة الوزارة من تاريخ العمل بقرار رئيس الجمهورية الصادر بتشكيل الوزارة.
- تنتهي مدة الوزارة في تاريخ استقالة الوزارة بينما يستمر بعدها التشكيل الوزاري في تسيير الأعمال لحين صدور قرار تشكيل الوزارة الجديدة.

| المنصب                                | شاغل المنصب               | الحزب        | الحزب | تولى المنصب | تولى المنصب | غادر المنصب | غادر المنصب |
| المنصب                                | شاغل المنصب               | الحزب        | الحزب | في | وزارة | في | وزارة |
| ------------------------------------- | ------------------------- | ------------ | ----- | --- | --- | --- | --- |
| رئيس مجلس الوزراء                     | إبراهيم محلب              | مستقل        |       | 1 مارس 2014 | 1 مارس 2014 | 12 سبتمبر 2015 | وزارة إبراهيم محلب الثانية |
| نائب أول لرئيس مجلس الوزراء           | عبد الفتاح السيسي         | عسكري        |       | 16 يوليو 2013 | وزارة حازم الببلاوي | 26 مارس 2014 | تعديل وزاري |
| الدفاع والإنتاج الحربي                | عبد الفتاح السيسي         | عسكري        |       | 12 أغسطس 2012 | وزارة هشام قنديل | 26 مارس 2014 | تعديل وزاري |
| الدفاع والإنتاج الحربي                | صدقي صبحي                 | عسكري        |       | 27 مارس 2014 | تعديل وزاري | 5 يونيو 2018 | وزارة شريف إسماعيل |
| السياحة                               | هشام زعزوع                | مستقل        |       | 2 أغسطس 2012 "حتى 1 يوليو 2013 - وزارة هشام قنديل " 16 يوليو 2013 "وزارة حازم الببلاوي" | 2 أغسطس 2012 "حتى 1 يوليو 2013 - وزارة هشام قنديل " 16 يوليو 2013 "وزارة حازم الببلاوي" | 5 مارس 2015 | وزارة إبراهيم محلب الثانية |
| الداخلية                              | محمد إبراهيم مصطفى        | عسكري        |       | 5 يناير 2013 | وزارة هشام قنديل | 5 مارس 2015 | وزارة إبراهيم محلب الثانية |
| الاتصالات وتكنولوجيا المعلومات        | عاطف حلمي                 | مستقل        |       | 5 يناير 2013 "حتى 1 يوليو 2013 - وزارة هشام قنديل " 16 يوليو 2013 "وزارة حازم الببلاوي" | 5 يناير 2013 "حتى 1 يوليو 2013 - وزارة هشام قنديل " 16 يوليو 2013 "وزارة حازم الببلاوي" | 5 مارس 2015 | وزارة إبراهيم محلب الثانية |
| وزارة النقل                           | إبراهيم الدميري           | مستقل        |       | 21 يوليو 2013 | وزارة حازم الببلاوي | 9 يونيو 2014 | 9 يونيو 2014 |
| الزراعة واستصلاح الأراضي              | أيمن فريد أبو حديد        | مستقل        |       | 16 يوليو 2013 | وزارة حازم الببلاوي | 9 يونيو 2014 | 9 يونيو 2014 |
| التجارة والصناعة والاستثمار           | منير فخري عبد النور       | الوفد الجديد |       | 16 يوليو 2013 (وزير التجارة والصناعة - وزارة حازم الببلاوي) 1 مارس 2014 (وزير التجارة والصناعة والإستثمار - وزارة إبراهيم محلب الأولى)                                                                         | 16 يوليو 2013 (وزير التجارة والصناعة - وزارة حازم الببلاوي) 1 مارس 2014 (وزير التجارة والصناعة والإستثمار - وزارة إبراهيم محلب الأولى)                                                                         | 12 سبتمبر 2015 | وزارة إبراهيم محلب الثانية |
| التجارة والصناعة والاستثمار           | منير فخري عبد النور       | الوفد الجديد |       | 16 يوليو 2013 (وزير التجارة والصناعة - وزارة حازم الببلاوي) 1 مارس 2014 (وزير التجارة والصناعة والإستثمار - وزارة إبراهيم محلب الأولى)                                                                         | 16 يوليو 2013 (وزير التجارة والصناعة - وزارة حازم الببلاوي) 1 مارس 2014 (وزير التجارة والصناعة والإستثمار - وزارة إبراهيم محلب الأولى)                                                                         | 12 سبتمبر 2015 | وزارة إبراهيم محلب الثانية |
| الآثار                                | محمد إبراهيم السيد        | مستقل        |       | 1 مارس 2014 | 1 مارس 2014 | 9 يونيو 2014 | 9 يونيو 2014 |
| الثقافة                               | محمد صابر عرب             | مستقل        |       | 16 يوليو 2013 | وزارة حازم الببلاوي | 9 يونيو 2014 | 9 يونيو 2014 |
| التخطيط والتعاون الدولي               | أشرف السيد العربي         | مستقل        |       | 16 يوليو 2013 "وزير التخطيط - وزارة حازم الببلاوي" 1 مارس 2014 "وزير التخطيط والتعاون الدولي - وزارة إبراهيم محلب الأولى" 16 يونيو 2014 "وزير التخطيط والمتابعة والإصلاح الإداري - وزارة إبراهيم محلب الثانية" | 16 يوليو 2013 "وزير التخطيط - وزارة حازم الببلاوي" 1 مارس 2014 "وزير التخطيط والتعاون الدولي - وزارة إبراهيم محلب الأولى" 16 يونيو 2014 "وزير التخطيط والمتابعة والإصلاح الإداري - وزارة إبراهيم محلب الثانية" | 24 فبراير 2014 "وزير التخطيط - وزارة حازم الببلاوي" 9 يونيو 2014 "وزير التخطيط والتعاون الدولي - وزارة إبراهيم محلب الأولى" 16 فبراير 2017 "وزير التخطيط والمتابعة والإصلاح الإداري - وزارة شريف إسماعيل" | 24 فبراير 2014 "وزير التخطيط - وزارة حازم الببلاوي" 9 يونيو 2014 "وزير التخطيط والتعاون الدولي - وزارة إبراهيم محلب الأولى" 16 فبراير 2017 "وزير التخطيط والمتابعة والإصلاح الإداري - وزارة شريف إسماعيل" |
| التخطيط والتعاون الدولي               | أشرف السيد العربي         | مستقل        |       | 16 يوليو 2013 "وزير التخطيط - وزارة حازم الببلاوي" 1 مارس 2014 "وزير التخطيط والتعاون الدولي - وزارة إبراهيم محلب الأولى" 16 يونيو 2014 "وزير التخطيط والمتابعة والإصلاح الإداري - وزارة إبراهيم محلب الثانية" | 16 يوليو 2013 "وزير التخطيط - وزارة حازم الببلاوي" 1 مارس 2014 "وزير التخطيط والتعاون الدولي - وزارة إبراهيم محلب الأولى" 16 يونيو 2014 "وزير التخطيط والمتابعة والإصلاح الإداري - وزارة إبراهيم محلب الثانية" | 24 فبراير 2014 "وزير التخطيط - وزارة حازم الببلاوي" 9 يونيو 2014 "وزير التخطيط والتعاون الدولي - وزارة إبراهيم محلب الأولى" 16 فبراير 2017 "وزير التخطيط والمتابعة والإصلاح الإداري - وزارة شريف إسماعيل" | 24 فبراير 2014 "وزير التخطيط - وزارة حازم الببلاوي" 9 يونيو 2014 "وزير التخطيط والتعاون الدولي - وزارة إبراهيم محلب الأولى" 16 فبراير 2017 "وزير التخطيط والمتابعة والإصلاح الإداري - وزارة شريف إسماعيل" |
| التنمية المحلية والإدارية             | عادل لبيب                 | مستقل        |       | 16 يوليو 2013 (وزير التنمية المحلية - وزارة حازم الببلاوي) 1 مارس 2014 (وزير التنمية المحلية والإدارية - وزارة إبراهيم محلب الأولى)                                                                            | 16 يوليو 2013 (وزير التنمية المحلية - وزارة حازم الببلاوي) 1 مارس 2014 (وزير التنمية المحلية والإدارية - وزارة إبراهيم محلب الأولى)                                                                            | 12 سبتمبر 2015 (وزير التنمية المحلية - وزارة إبراهيم محلب الثانية) 9 يونيو 2014 (وزير التنمية المحلية والإدارية - وزارة إبراهيم محلب الأولى)                                                              | 12 سبتمبر 2015 (وزير التنمية المحلية - وزارة إبراهيم محلب الثانية) 9 يونيو 2014 (وزير التنمية المحلية والإدارية - وزارة إبراهيم محلب الأولى)                                                              |
| التنمية المحلية والإدارية             | عادل لبيب                 | مستقل        |       | 16 يوليو 2013 (وزير التنمية المحلية - وزارة حازم الببلاوي) 1 مارس 2014 (وزير التنمية المحلية والإدارية - وزارة إبراهيم محلب الأولى)                                                                            | 16 يوليو 2013 (وزير التنمية المحلية - وزارة حازم الببلاوي) 1 مارس 2014 (وزير التنمية المحلية والإدارية - وزارة إبراهيم محلب الأولى)                                                                            | 12 سبتمبر 2015 (وزير التنمية المحلية - وزارة إبراهيم محلب الثانية) 9 يونيو 2014 (وزير التنمية المحلية والإدارية - وزارة إبراهيم محلب الأولى)                                                              | 12 سبتمبر 2015 (وزير التنمية المحلية - وزارة إبراهيم محلب الثانية) 9 يونيو 2014 (وزير التنمية المحلية والإدارية - وزارة إبراهيم محلب الأولى)                                                              |
| شئون مجلس النواب والعدالة الانتقالية  | محمد أمين المهدي          | مستقل        |       | 1 مارس 2014 | 1 مارس 2014 | 9 يونيو 2014 | 9 يونيو 2014 |
| الخارجية                              | نبيل إسماعيل فهمي         | مستقل        |       | 16 يوليو 2013 | وزارة حازم الببلاوي | 9 يونيو 2014 | 9 يونيو 2014 |
| الإعلام                               | درية شرف الدين            | مستقل        |       | 16 يوليو 2013 | وزارة حازم الببلاوي | 9 يونيو 2014 | 9 يونيو 2014 |
| البترول والثروة المعدنية              | شريف إسماعيل              | مستقل        |       | 16 يوليو 2013 | وزارة حازم الببلاوي | 12 سبتمبر 2015 | وزارة إبراهيم محلب الثانية |
| الموارد المائية والري                 | محمد عبد المطلب           | مستقل        |       | 16 يوليو 2013 | وزارة حازم الببلاوي | 9 يونيو 2014 | 9 يونيو 2014 |
| الأوقاف                               | محمد مختار جمعة           | مستقل        |       | 16 يوليو 2013 | وزارة حازم الببلاوي | 3 يونيو 2024 | وزارة مصطفى مدبولي الأولى |
| التربية والتعليم                      | محمد محمود أبو النصر      | مستقل        |       | 16 يوليو 2013 | وزارة حازم الببلاوي | 12 سبتمبر 2015 | وزارة إبراهيم محلب الثانية |
| الشباب والرياضة                       | خالد عبد العزيز           | مصر المستقبل |       | 1 مارس 2014 | 1 مارس 2014 | 5 يونيو 2018 | وزارة شريف إسماعيل |
| وزارة العدل                           | نير عبد المنعم عثمان محمد | مستقل        |       | 1 مارس 2014 | 1 مارس 2014 | 9 يونيو 2014 | 9 يونيو 2014 |
| الصحة والسكان                         | عادل عدوي                 | مستقل        |       | 1 مارس 2014 | 1 مارس 2014 | 12 سبتمبر 2015 | وزارة إبراهيم محلب الثانية |
| الإسكان والمرافق والمجتمعات العمرانية | مصطفى مدبولي              | مستقل        |       | 1 مارس 2014 | 1 مارس 2014 | 13 فبراير 2019 | وزارة مصطفى مدبولي الأولى |
| التعليم العالي                        | وائل الدجوي               | مستقل        |       | 1 مارس 2014 | 1 مارس 2014 | 9 يونيو 2014 | 9 يونيو 2014 |
| البحث العلمي                          | وائل الدجوي               | مستقل        |       | 1 مارس 2014 | 1 مارس 2014 | 9 يونيو 2014 | 9 يونيو 2014 |
| القوى العاملة والهجرة                 | ناهد حسن حسين علي العشري  | مستقل        |       | 1 مارس 2014 | 1 مارس 2014 | 12 سبتمبر 2015 | وزارة إبراهيم محلب الثانية |
| التموين                               | خالد حنفي                 | مستقل        |       | 1 مارس 2014 | 1 مارس 2014 | 9 يونيو 2014 (وزير التموين - وزارة إبراهيم محلب الأولى) 25 أغسطس 2016 (وزير التموين والتجارة الداخلية - وزارة شريف إسماعيل)                                                                               | 9 يونيو 2014 (وزير التموين - وزارة إبراهيم محلب الأولى) 25 أغسطس 2016 (وزير التموين والتجارة الداخلية - وزارة شريف إسماعيل)                                                                               |
| الكهرباء والطاقة المتجددة             | محمد شاكر المرقبي         | مستقل        |       | 1 مارس 2014 | 1 مارس 2014 | 3 يونيو 2024 | وزارة مصطفى مدبولي الأولى |
| المالية                               | هاني قدري يوسف دميان      | مستقل        |       | 1 مارس 2014 | 1 مارس 2014 | 23 مارس 2016 | وزارة شريف إسماعيل |
| التضامن الاجتماعي                     | غادة والي                 | مستقل        |       | 1 مارس 2014 | 1 مارس 2014 | 21 نوفمبر 2019 | وزارة مصطفى مدبولي الأولى |
| الطيران المدني                        | حسام كمال أبو الخير       | مستقل        |       | 1 مارس 2014 | 1 مارس 2014 | 23 مارس 2016 | وزارة شريف إسماعيل |
| الدولة للإنتاج الحربي                 | إبراهيم يونس إسماعيل رجب  | عسكري        |       | 1 مارس 2014 | 1 مارس 2014 | 12 سبتمبر 2015 | وزارة إبراهيم محلب الثانية |
| الدولة لشئون البيئة                   | ليلى راشد إسكندر          | مستقل        |       | 16 يوليو 2013 | وزارة حازم الببلاوي | 9 يونيو 2014 | 9 يونيو 2014 |

## تعديلات
- في 26 مارس 2014 صدر قرار رئيس مجلس الوزراء رقم 513 بقبول استقالة عبد الفتاح السيسي نائب رئيس مجلس الوزراء وزير الدفاع والإنتاج الحربي.[5]
- في 27 مارس 2014 صدر قرار رئيس الجمهورية رقم 102 بتعيين صدقي صبحي وزيرا للدفاع والإنتاج الحربي.[6]